# Glaphyrus oxypterus
Glaphyrus oxypterus es una especie de coleóptero de la familia Glaphyridae.

## Distribución geográfica
Habita en Rusia. Siberia, Turkmenistán y  Kazajistán.